# Lanicides banatawa
Lanicides banatawa är en ringmaskart som beskrevs av Anne D. Hutchings 1997. Lanicides banatawa ingår i släktet Lanicides och familjen Terebellidae. Inga underarter finns listade i Catalogue of Life.